# Pazin
Pazin (italienska: Pisino, tyska: Mitterburg) är en stad i landsdelen Istrien i Kroatien med 9 227 invånare (2001). Staden är residensstad i Istriens län.

## Historia
Pazin nämns för första gången år 983, då under sitt latinska namn Castrum Pisinium, i en text som rör en donation från den tysk-romerske kejsaren Otto II till biskopen av Poreč.